# 塔蜆蝶屬
塔蜆蝶屬（學名：Taxila）是古蜆蝶亞科褐蜆蝶族裡的一個屬。共有2個物種，分佈於東南亞。

## 物種
- 多拉塔蜆蝶 Taxila dora
- 塔蜆蝶 Taxila haquinus

## 腳註
1. ↑  Brower, Andrew V. Z. 2008. Taxila Doubleday 1847. Version 31 May 2008 (under construction). http://tolweb.org/Taxila/106210/2008.05.31 （页面存档备份，存于） in The Tree of Life Web Project, http://tolweb.org/ （页面存档备份，存于） （英文）

## 外部連結
- Taxila （页面存档备份，存于） - funet.fi